# Brassed Off
Brassed Off (bra: Um Toque de Esperança, ou Toque de Esperança; prt: Os Virtuosos) é um filme britano-estadunidense de 1996, do gênero comédia dramático-romântica, escrito e dirigido por Mark Herman.

## Sinopse
Danny (Pete Postlethwaite) é um orquestrador que trabalha com a banda chamada "Brassed Off" com a música de trombas. Danny conhece uma lindíssima novata Gloria (Tara Fitzgerald) que consegue tocar um trompete que vai fazer história da orquestra que consegue fazer tudo e com a ajuda do jovem profissional Andy (Ewan McGregor).